# Лазенки (парк)
Парк Лазенки (пол. Park Łazienkowski или Łazienki Królewskie) — крупнейший парк в столице Польши Варшаве, занимающий 76 гектаров в центре города. Дворцово-парковый комплекс лежит в центральном городском районе (Средместье), на Уяздовской аллее (Aleje Ujazdowskie), части «Королевского тракта», связывающего Королевский дворец в центре Варшавы с дворцом в Вилянуве на юге. К северу от парка на другой стороне улицы Агрикола стоит Уяздовский дворец.

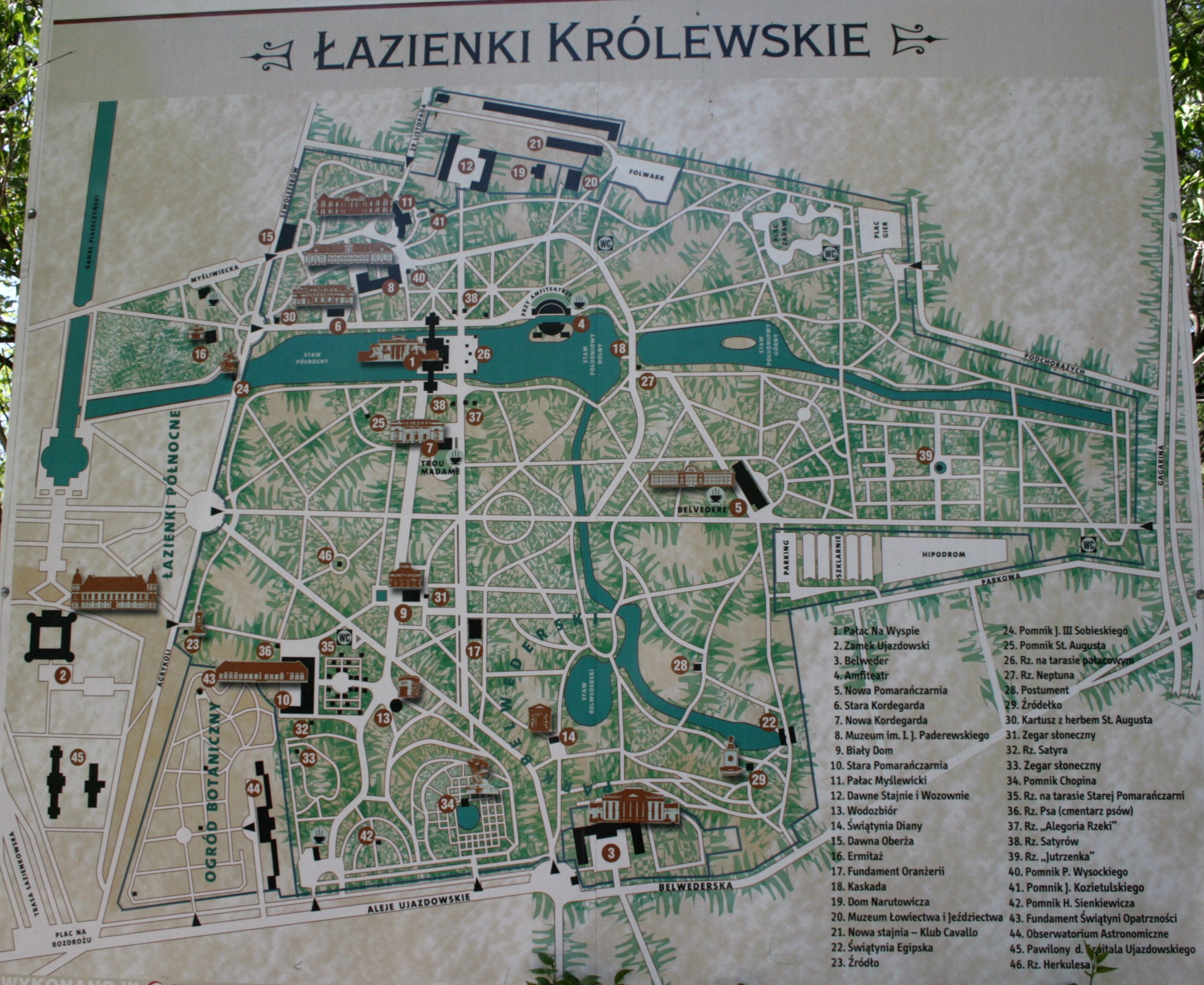
План парка Лазенки

## История
Парк Лазенки был оформлен в XVII веке Тильманом ван Гамереном в барочном стиле для великого коронного гетмана Станислава Любомирского. Парк получил название Лазенки («бани») из-за располагавшегося там купального павильона.
В 1764 году парк приобрёл Станислав Август Понятовский, после своего избрания королём Польши.
Развитие парка в классическом стиле стало главным проектом короля Станислава Августа.
Дворцово-парковый комплекс был разработан Домиником Мерлини, Иоганном Кристианом Каммсетцером и садовником Яном Кристианом Шухом. Построенные ими здания располагались рядом или недалеко от озера Лазенки и речки Лазенки. Дворец Станислава Августа находился на берегу озера и, следовательно, получил название «Дворец на воде».
Большинство зданий в парке было сожжено во время и после Варшавского восстания 1944 года. Строения, тем не менее, сохранились — по крайней мере, в сравнении с варшавским Старым городом. Немцы в просверленные отверстия в стенах дворцов поместили взрывные снаряды, но те не смогли разрушить здания.
Реконструкция парка и дворцов была завершена в течение нескольких лет после конца Второй мировой войны.

## Достопримечательности парка

### Дворец на воде
Дворец на воде, также называемый Лазенковским дворцом, был построен в XVII веке Тильманом ван Гамереном для Станислава Ираклия Любомирского в виде эрмитажа с баней (Łazienka — название, давшее имя всему парку) в китайском стиле. Между 1772 и 1793 годами он был перестроен Доменико Мерлини для короля Станислава Августа Понятовского, сделавшего его своей летней резиденцией.

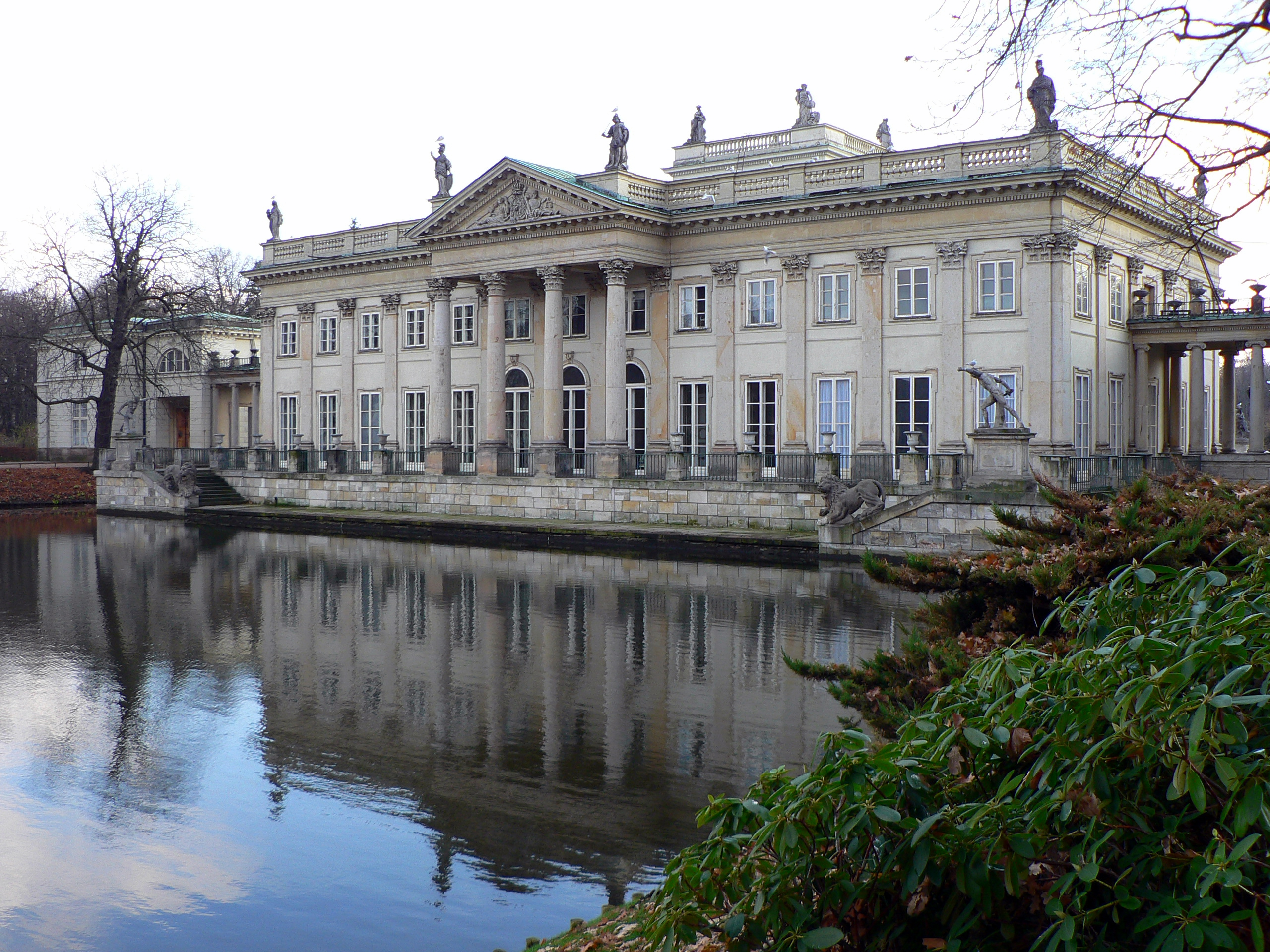
Северная (задняя) сторона Дворца на воде.

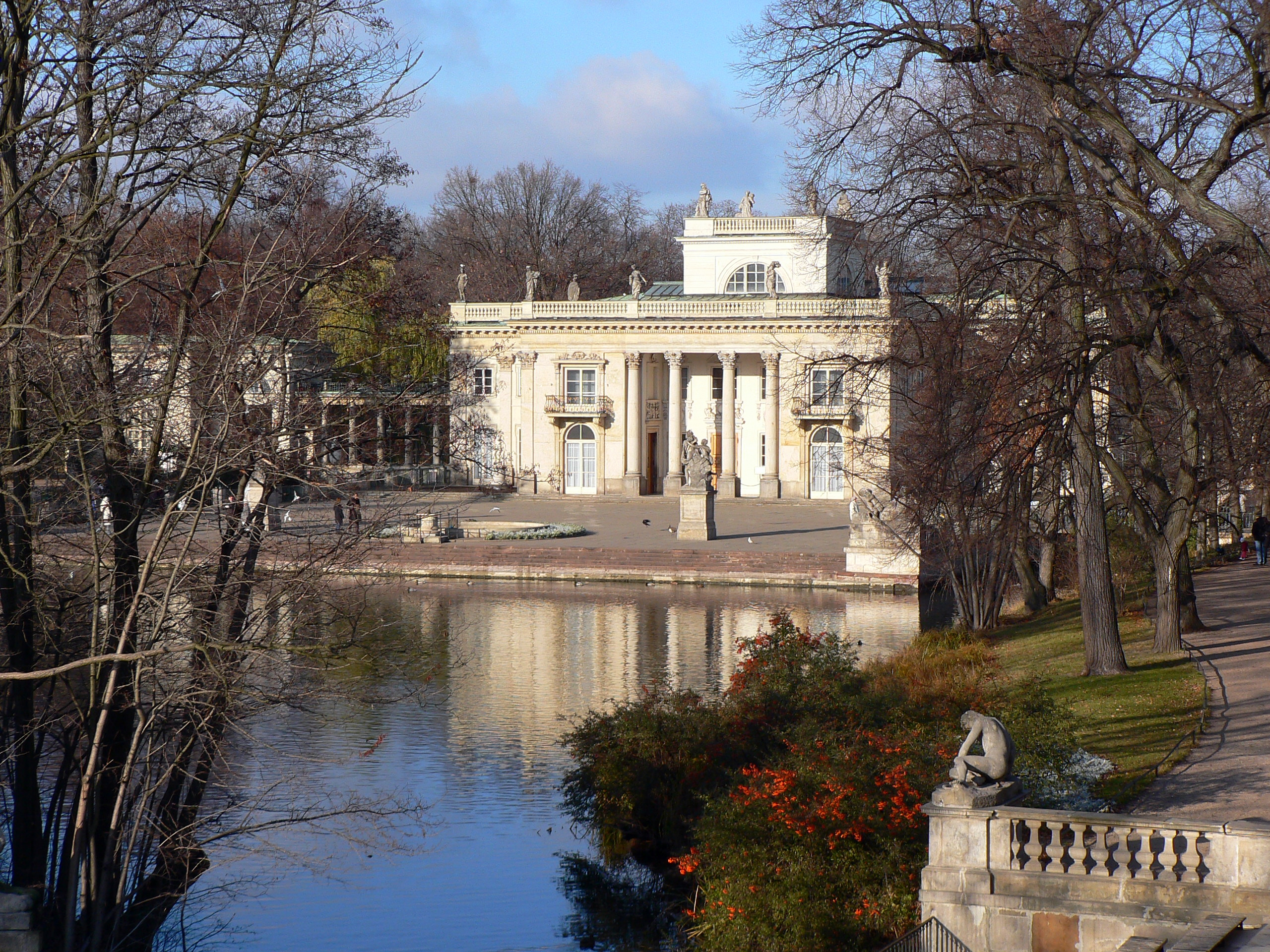
Южная (фронтальная) сторона Дворца на воде.

Мебель и картины во дворце выдержаны в классическом стиле. Над зданием доминирует аттик, поддерживаемый колоннами, и украшенный статуями мифологических персонажей.
Дворец расположен на искусственном острове в озере Лазенки и связан с остальной частью парка двумя аркадами мостов. Дворец делит длинное озеро Лазенки на 2 части: меньшую северную и более крупную южную.
Первый этаж дворца включает в себя «Комнату Вакха», королевские ванны, бальный зал, портретную галерею, «Комнату Соломона», ротонду с фигурами польских королей, часовню и картинную галерею, в которой хранились работы Рубенса и Рембрандта. Также на первом этаже находилась обеденная комната, знаменитая своими «Четверговыми обедами», на которые Станислав Август Понятовский приглашал к себе видных деятелей искусства, писателей и политиков.
На втором этаже расположены королевские апартаменты, ещё одна картинная галерея, балкон, королевский кабинет, королевские спальни и гардероб, офицерская комната. Дворец на воде был сожжён в результате Варшавского восстания 1944 года, но планы немцев по подрыву здания не были осуществлены. Дворец был восстановлен после Второй мировой войны.

### Римский театр

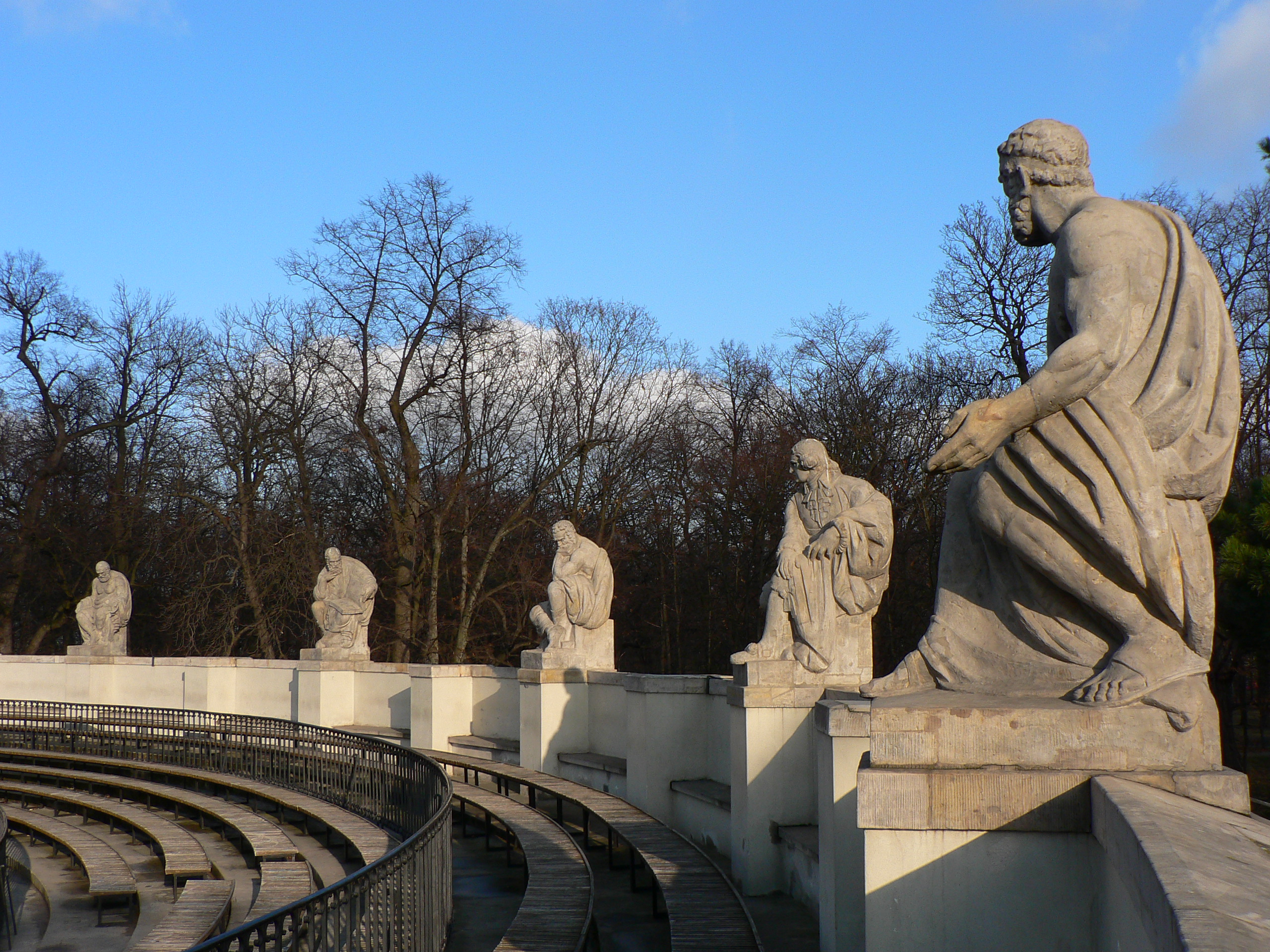
Трибуны Римского театра

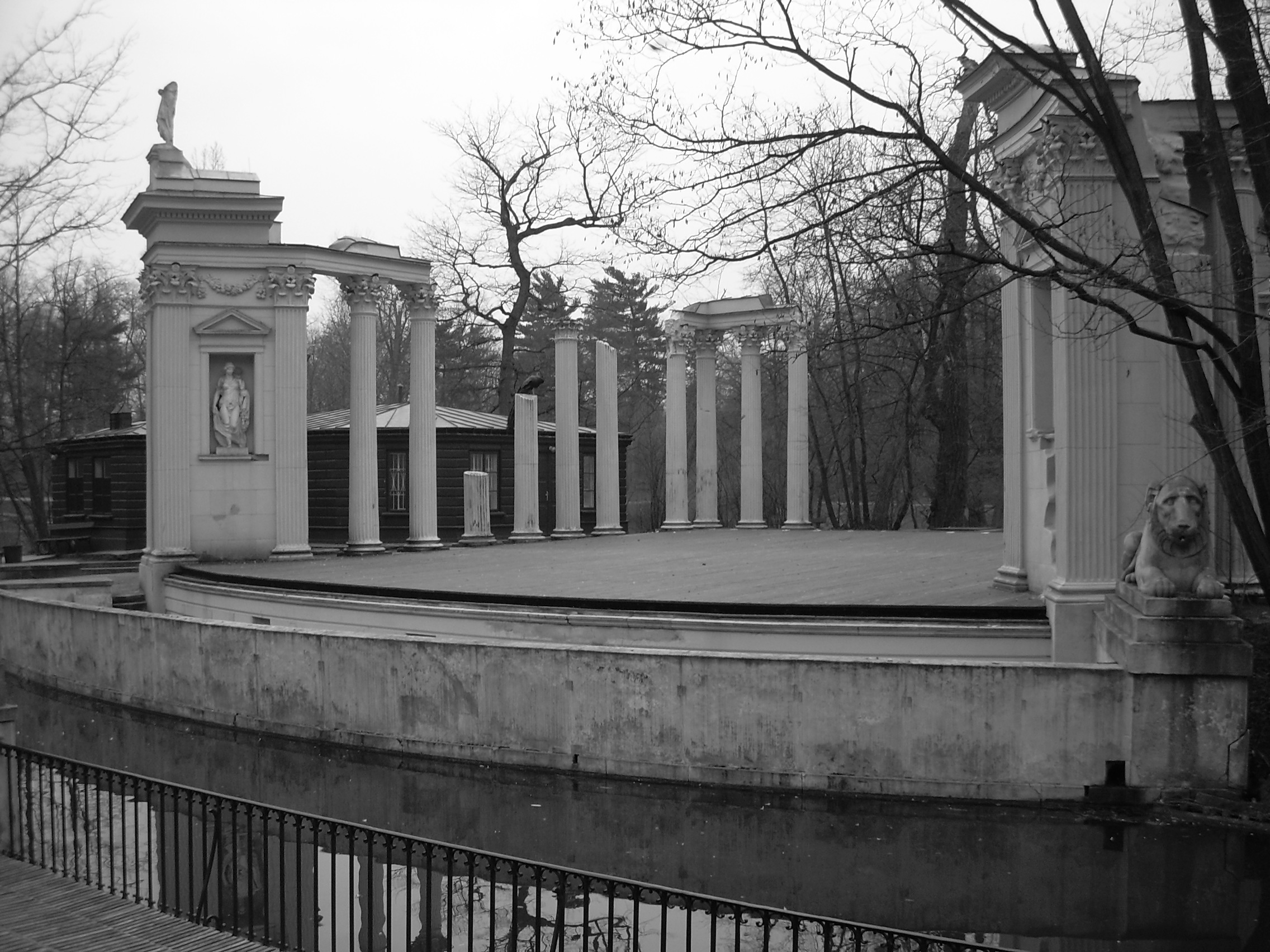
Сцена Римского театра

На самом деле, это был амфитеатр, построенный на берегу озера Лазенки и отделённый от сцены протоком, благодаря чему во время представлений можно было использовать лодки. Амфитеатр был возведён в 1790—1793 годах Яном Кристианом Камзетцером. Аттик театра украшен статуями 16 знаменитых античных поэтов.
Сцена, находящаяся на острове, была создана по образцу древнего Геркуланума и украшена имитациями руин Римского форума. Здесь ставились представления. Амфитеатр и его сцена идеально подходили под вечерний отдых, несмотря на возможный шум от окрестных лебедей, уток и павлинов.

### Белый домик

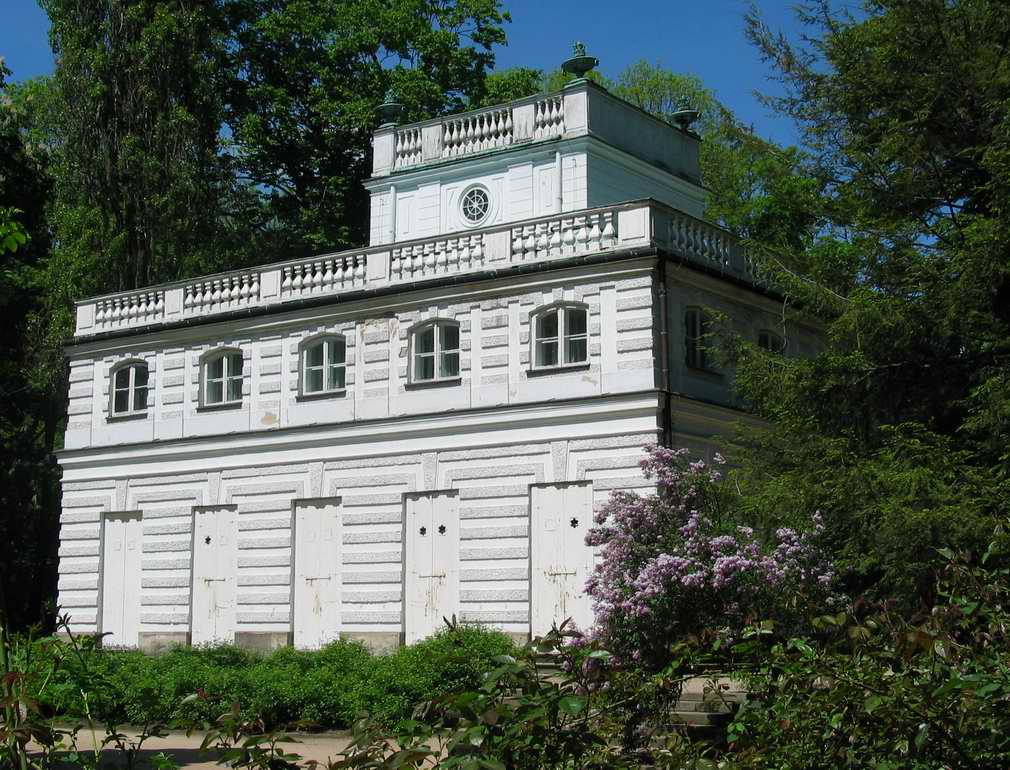
Белый домик

«Белый домик» (Biały Domek) — небольшой дом, построенный в 1774—1776 годах Доменико Мерлини. Здесь король Станислав Август Понятовский принимал своих любовниц, а также Людовик XVIII временно проживал в нём в 1801—1805 годах во время своего изгнания из Франции. Построенный в форме квадрата в основании, дом обладает идентичными фасадами, украшенный рустикой, аттиком и маленьким павильоном на самом верху.
Хотя Белый домик серьёзно пострадал во время Второй мировой войны, бо́льшая его часть интерьера сохранилась.

### Мышлевицкий дворец

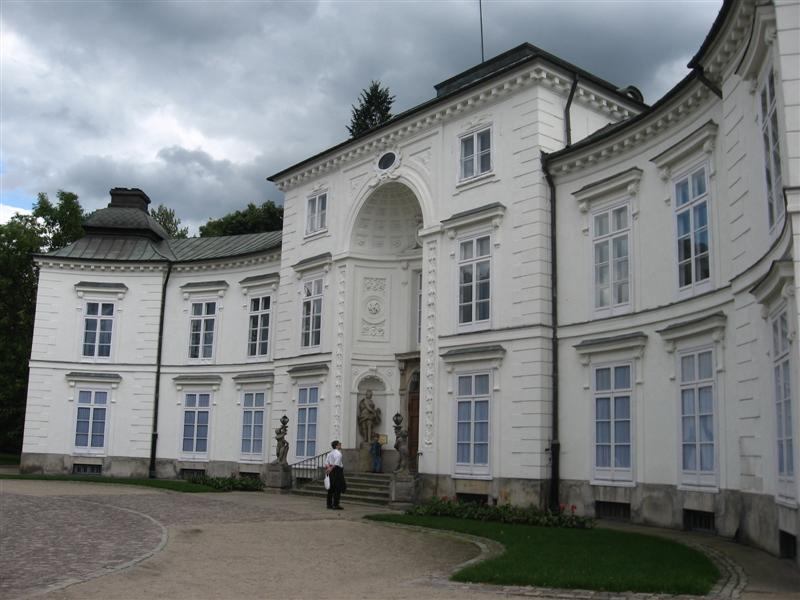
Мышлевицкий дворец

Названный по названию деревни Мышлевице, маленький дворец (Pałac Myślewicki) был построен для короля Станислава Августа Понятовского в 1775—1779 годах в классическом стиле архитектором Доменико Мерлини.

### Старая оранжерея
Старая оранжерея была возведена в 1786—1788 годах в форме подковы, с южным фасадом размеченным пилястрами и великолепными окнами. В большом восточном крыле был расположен театр. Благодаря богато украшенному интерьеру, который, к счастью, сохранился до наших дней, театр является одним из немногих сохранившихся примеров подлинного придворного театра XVIII-го века.
Аудитория вмещала около 200 человек и состояла из первого этажа, где были установлены скамьи в амфитеатрах, а также трёх лож с видом на партер. Стены между ложами разделялись парами пилястр, между которыми были установлены кариатиды, держащие свечи, работы Андре ле Бруна, которому помогали Якуб Мональди и Йоахим Стаджи. Над настоящими ложами были нарисованы иллюзорные, чтобы создать впечатление существования ещё одной ложи, заполненной придворной, элегантно одетой публикой. Картина была произведением Плерша, который также нарисовал над сценой гризайль герба Польско-Литовского Содружества.
Интерьер театра был полностью сделан из дерева, чтобы обеспечивать отличную акустику. Глубокая сцена имеет наклонный пол и отображает фрагменты оборудования бывшего машинного отделения. По обеим сторонам сцены были найдены трёхъярусные актёрские гардеробные.
В западном крыле Старой Оранжереи, а также в коридорах, идущих по её основной линии, располагается Галерея Польской Скульптуры. На выставке представлены работы, датируемые от XVI до середины XX века. На выставке демонстрируются несколько скульптур XVI—XVII веков, а также первой половины XVIII века, ими можно любоваться в первом зале. В следующем зале находятся скульптуры второй половины XVIII века, в том числе произведения Яна Ержи Плерша, отца художника, Францишека Пинка и Анджея Ле Бруна. Начиная с середины XIX-го века представлены работы Павла Малинского, первого профессора кафедры скульптуры Варшавского университета, Якуба Татаркевича, Велислава Олещинского, выдающегося представителя романтической школы, а также Марселя Гюски и Хенрика Саттлера, сына художника Корнели.

### Новая оранжерея
Здание было построено Адамом Адольфом Лойвом и Юзефом Орловски в 1860 году. Неоклассицистское с элементами эклектики, оно было предназначено для сохранения коллекции апельсиновых деревьев.
Постройка здания была необходима, поскольку Александр II, купивший одну из крупнейших в Европе коллекцию тропических растений из Ниеборова, не смог перевезти её в Санкт-Петербург из-за климатических условий. Гордостью коллекции были долгоживущие апельсиновые деревья (их было 124). К сожалению, во время Первой мировой войны они остались без надлежащего ухода и замёрзли.
Здание состоит из вытянутого зала со застеклёнными стенами. Сегодня в нём располагаются зимний сад и ресторан в северном крыле.

### Водосбор

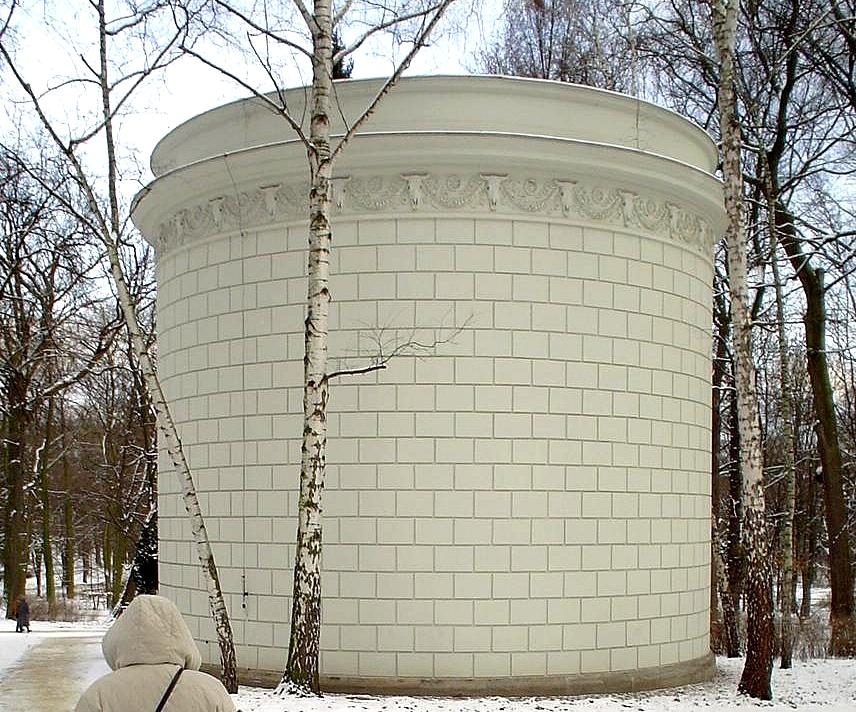
Водосбор

Водосбор — строение в неоклассическом стиле, построенное в 1777—1778 годах и 1822 году архитекторами Яном Кристианом и Кристианом Петром айгнером. Он был создан по подобию мавзолея Цецилии Метелы Кретики на Аппиевой дороге в Риме , а сейчас используется в качестве музея ювелирного искусства.

## Достопримечательности возле парка

### Бельведерский дворец

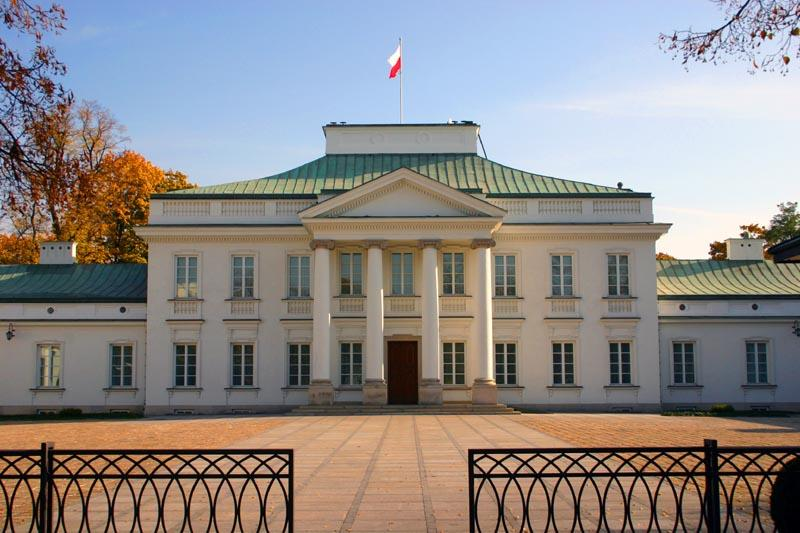
Бельведерский дворец

Бельведерский дворец воздвигнут около 1660 года и был перестроен в начале XVIII века в барочном стиле. Дворец был приобретён королём Станиславом Понятовским, построившим возле него фабрику по изготовлению фарфоровой и фаянсовой продукции, и включён в комплекс Лазенки.
С 1818 года дворец служил резиденцией для наместника Царства Польского Константина Павловича, а потому был перестроен в 1819—1822 годах в неоклассическом стиле архитектором Якубом Кубицким. Совсем юный Фредерик Шопен был приглашён в Бельведер к своему детскому другу, сыну Константина Павловича, где он играл на фортепиано самому князю. В ноябре 1830 года на великого князя Константина, жившего в этом дворце, было совершено покушение, приведшее к началу Ноябрьского восстания. Князь бежал из дворца, переодевшись в женское платье.

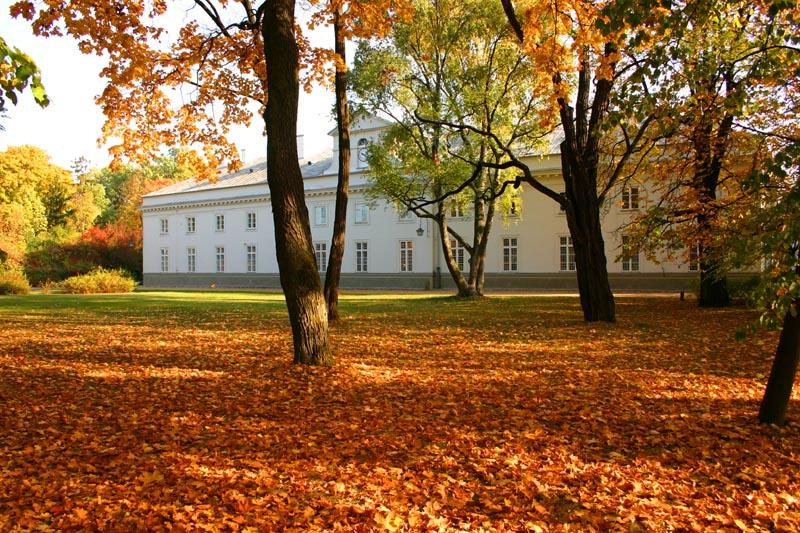
Казармы юнкеров, парк Лазенки.

После восстановления польской независимости в 1918—1922 годах в Бельведере жил Юзеф Пилсудский, в 1922—1926 годах дворец служил президентской резединцией Габриэля Нарутовича и Станислава Войцеховского. В результате Майского переворота, организованного Пилсудским, Войцеховский покинул Бельведер.
С 1989 по июль 1994 года Бельведер служил официальной резиденцией польского президента Леха Валенсы. Теперь здание отдано под музей Юзефа Пилсудского.

### Уяздовский дворец

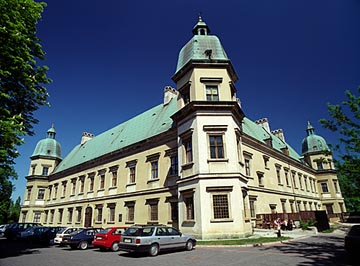
Уяздовский дворец

Уяздовский дворец был восстановлен в 1975 году после того, как в 1944 году был сожжён в результате Варшавского восстания. Замки на этом месте располагались ещё с XIII столетия. В 1624 году по велению короля Сигизмунда III началось строительство каменного замка, который впоследствии перестраивался в соответствии с пожеланиями собственников замка Станислава Любомирского и Станислава Понятовского, последний пожертвовал его в пользу польской армии в 1784 году. В XVIII веке замок включён в так называемую Станиславскую ось, линию из дворцов и парков на южном конце Варшавы, аналогичную Саксонской оси в центре города. С 1981 года в здании замка расположился Центр современного искусства.

### Обсерватория

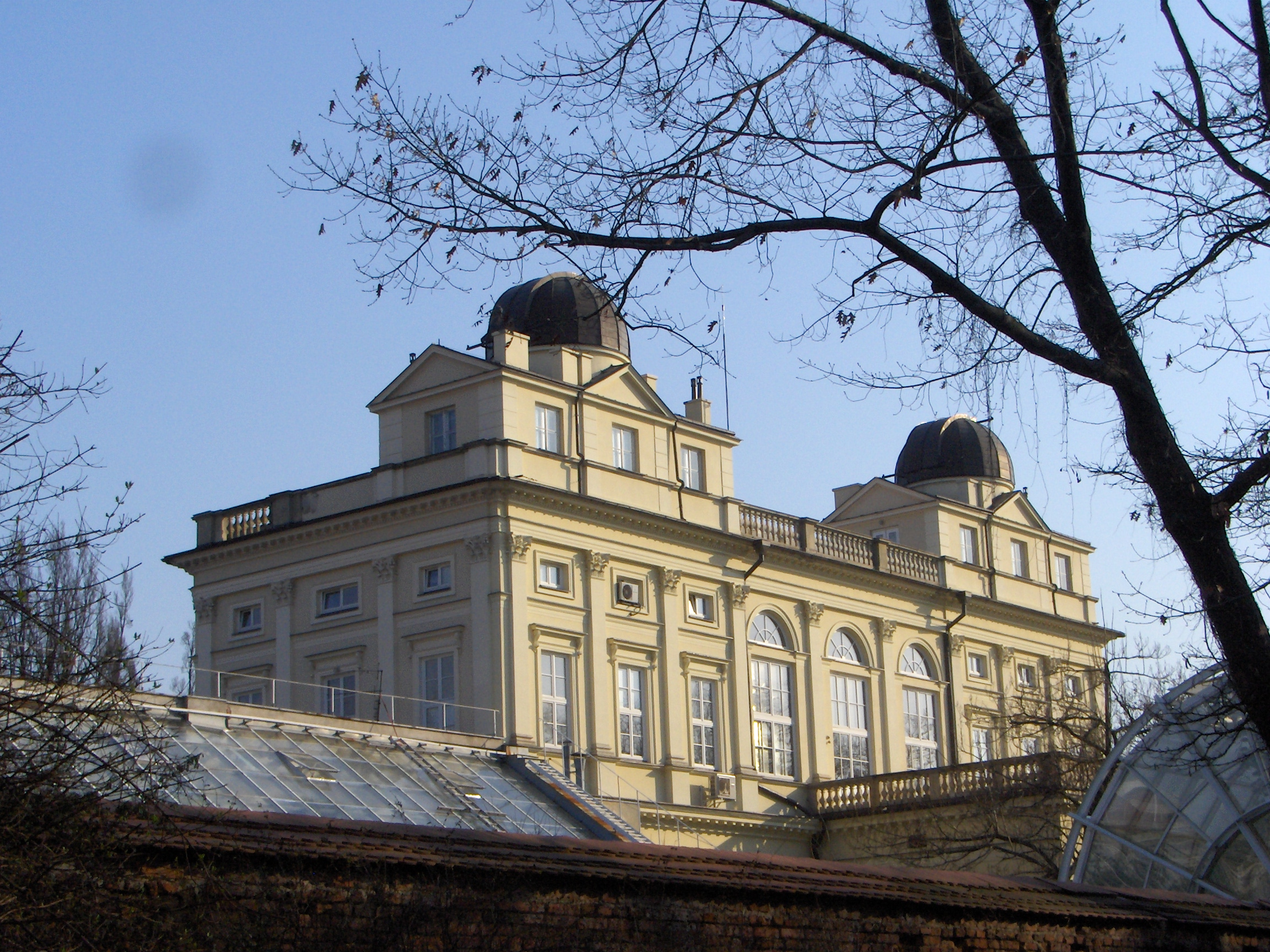
Варшавская университетская Астрономическая обсерватория

В парке расположена Астрономическая обсерватория, основанная вторым ректором Варшавского университета, астрономом Францишеком Арминским (1789—1848). До этого в 1665 году Тит Ливий Бураттини основал первую обсерваторию в Польше (nota bene в Уяздовском замке). Строительство началось в 1822 году и обсерватория официально была открыта в 1825 году. Классический фасад датируется 1824 годом и был спроектирован королевскими архитекторами Петром Кристианом Айгнером, Хилари Шпиловски и Михалем Кадо.

## Памятник Шопену
В парке также находится Памятник Шопену, посвящённый композитору Фредерику Шопену. Его сооружение было поручено в 1907 году скульптору Вацлаву Шимановскому, выигравшему конкурс на его возведение. Памятник должен был появиться к 1910 году, столетию Шопена, но его проект вызывал множество споров и всё время задерживался в исполнении, а потом и вовсе начало Первой мировой войны отложило на долгое время план его создания. В итоге статуя была возведена в 1926 году.

## Галерея
Исторические изображения

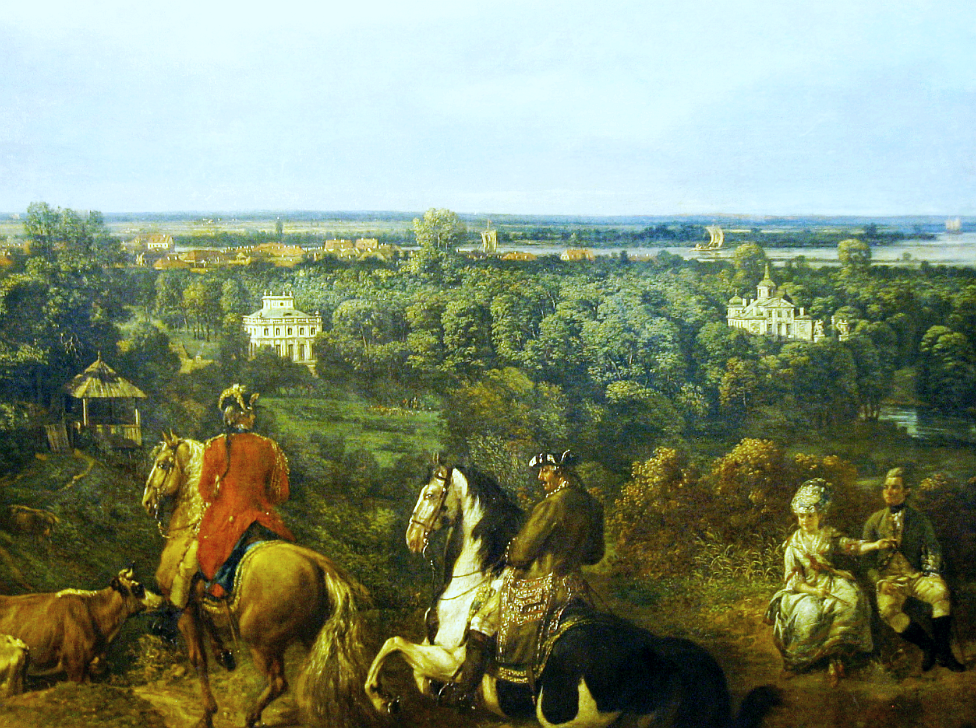
Парк Лазенки, 1775 г., Бернардо Беллотто.
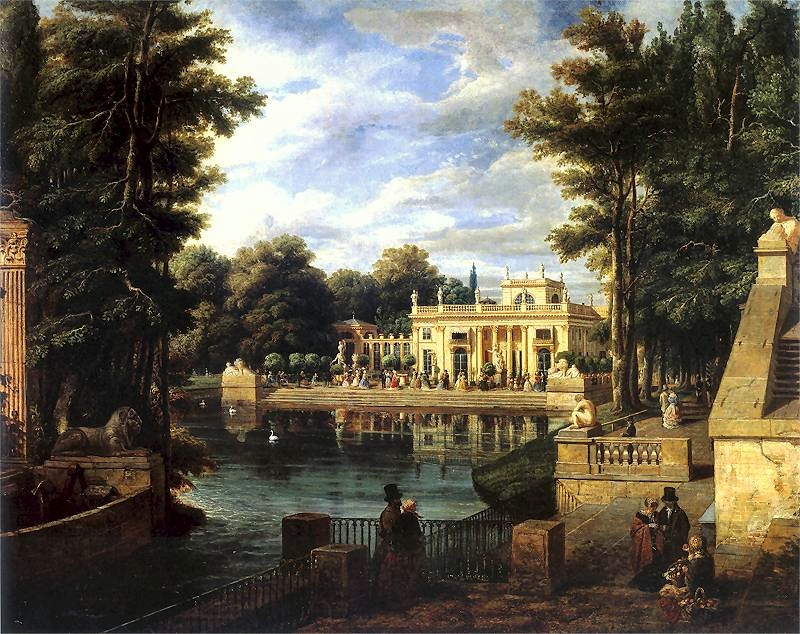
Лазенковский дворец, 1836 г., Марцин Залеский
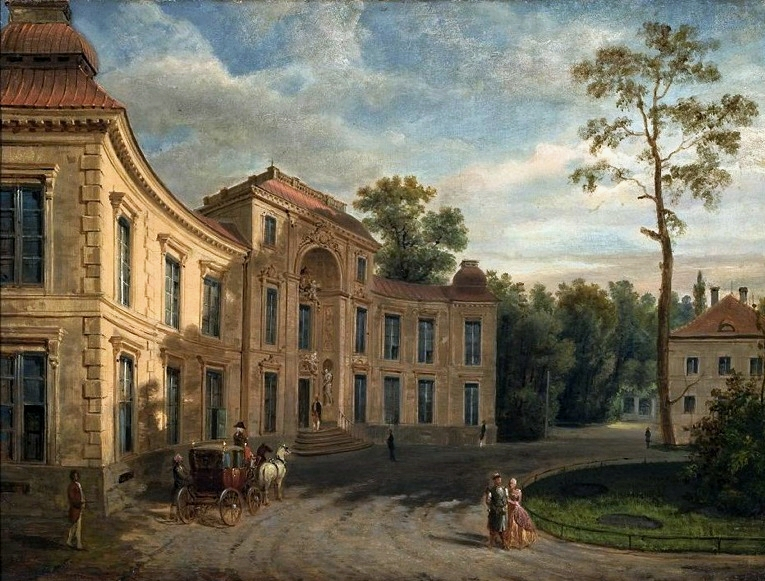
Дворец Мысьлевице, 1830-е гг.,  Марцин Залеский
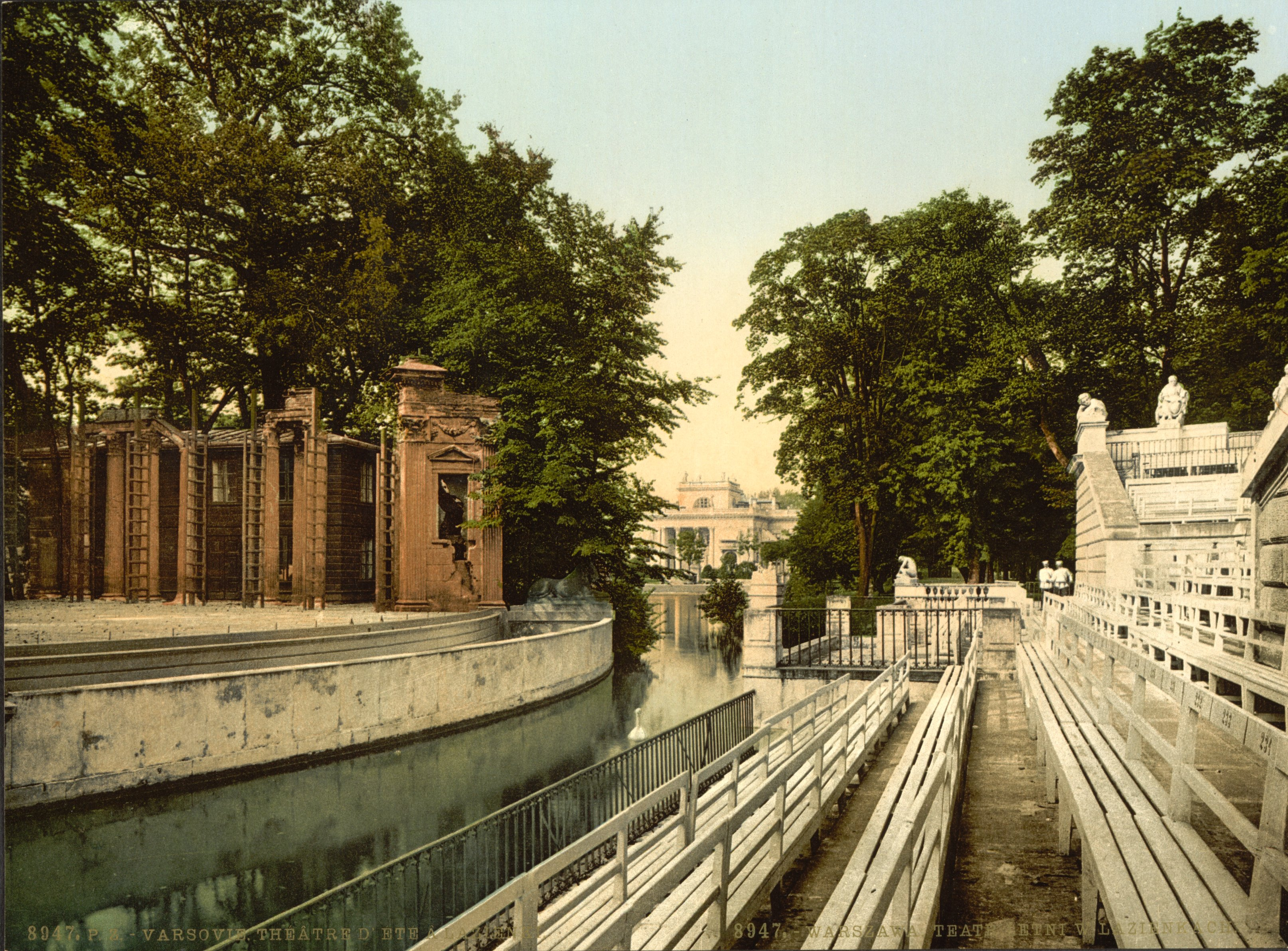
Римский театр, ок. 1900 г.

Картины Зигмунта Фогеля (1800-е гг.)

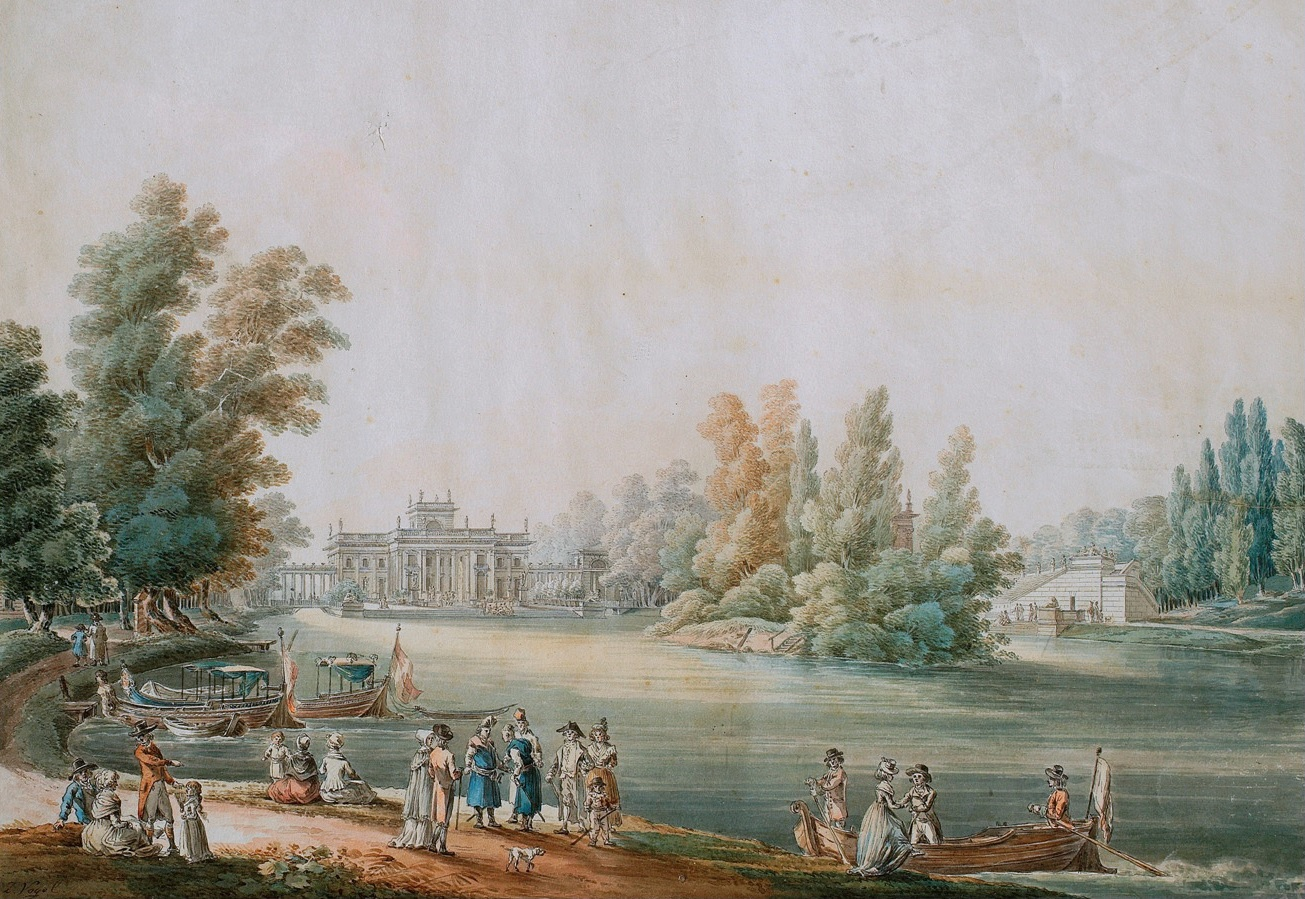
Дворец на воде
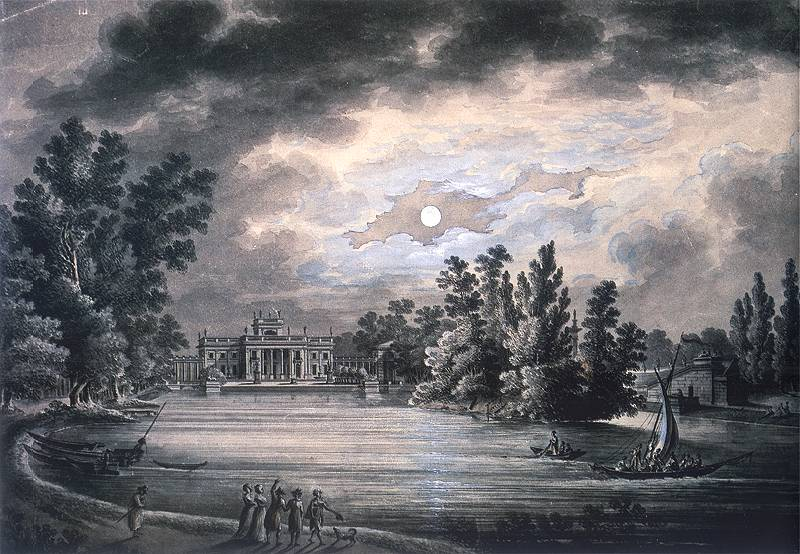
Дворец на воде в лунном свете
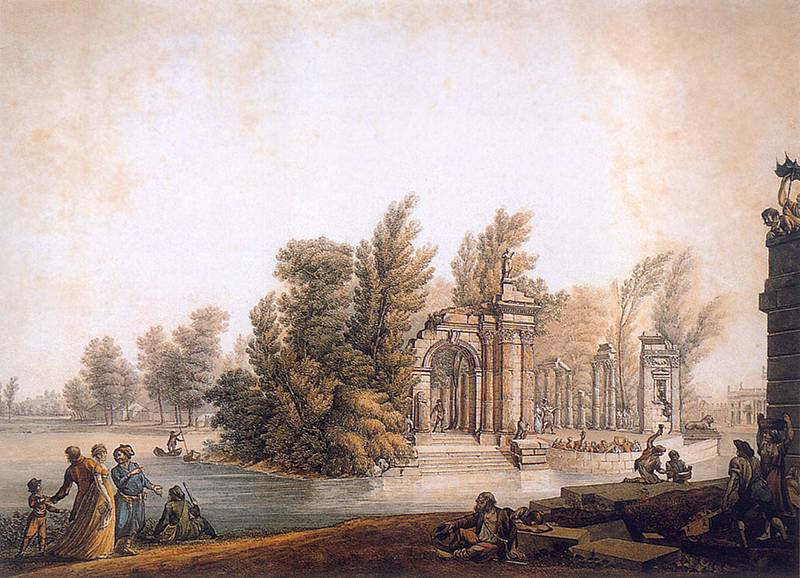
Римский театр
Уяздовский костёл

Достопримечательности парка

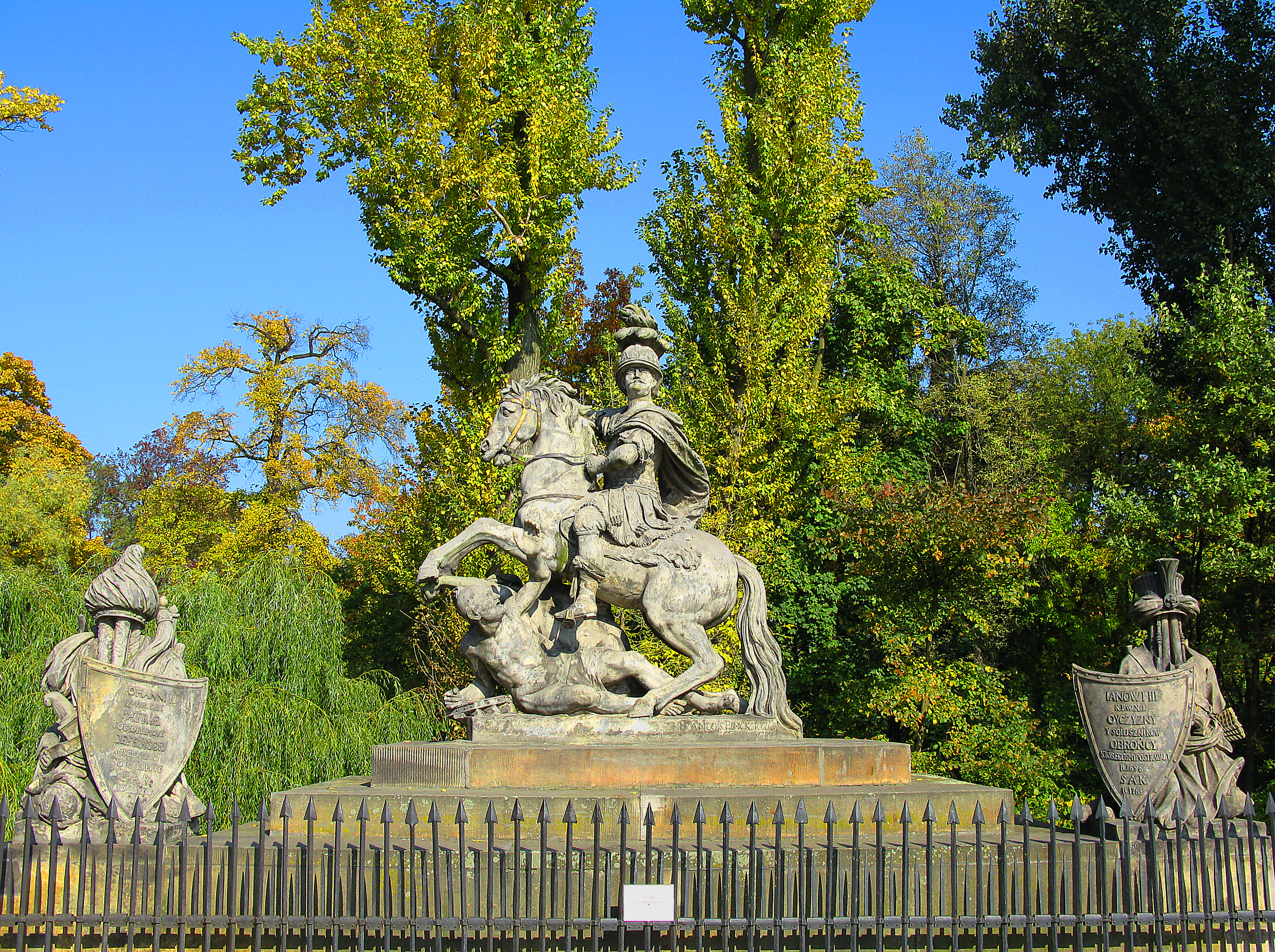
Конная статуя короля Яна III Собеского.
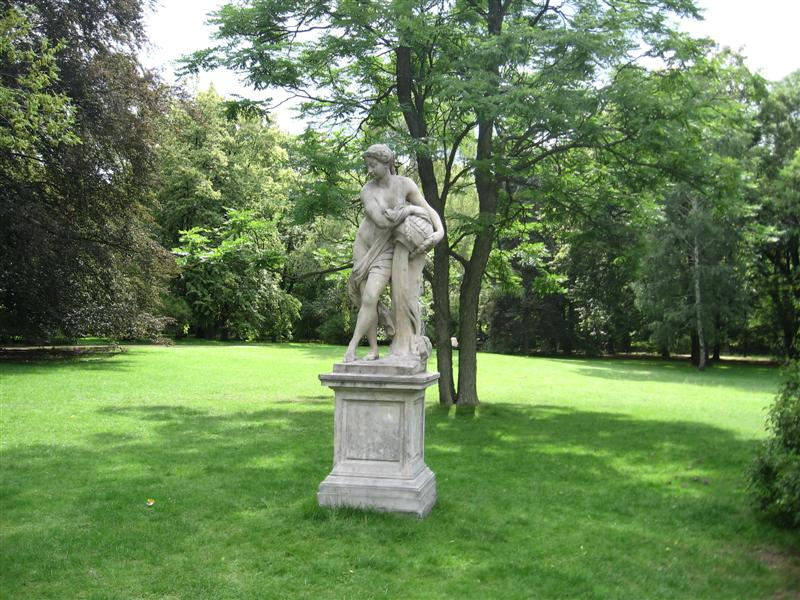
Парковая скульптура XVIII века.
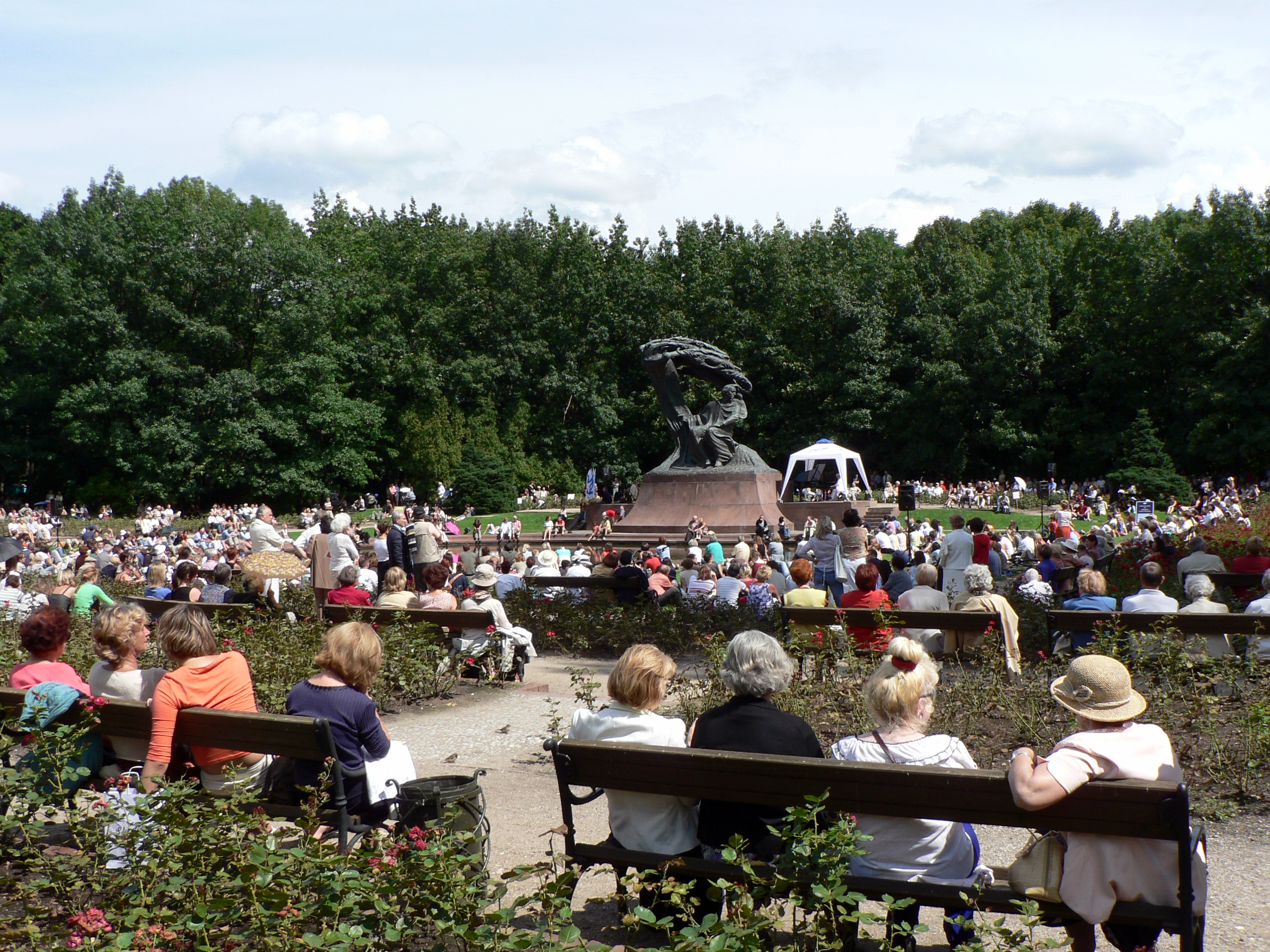
Летнее представление у памятника Шопену.
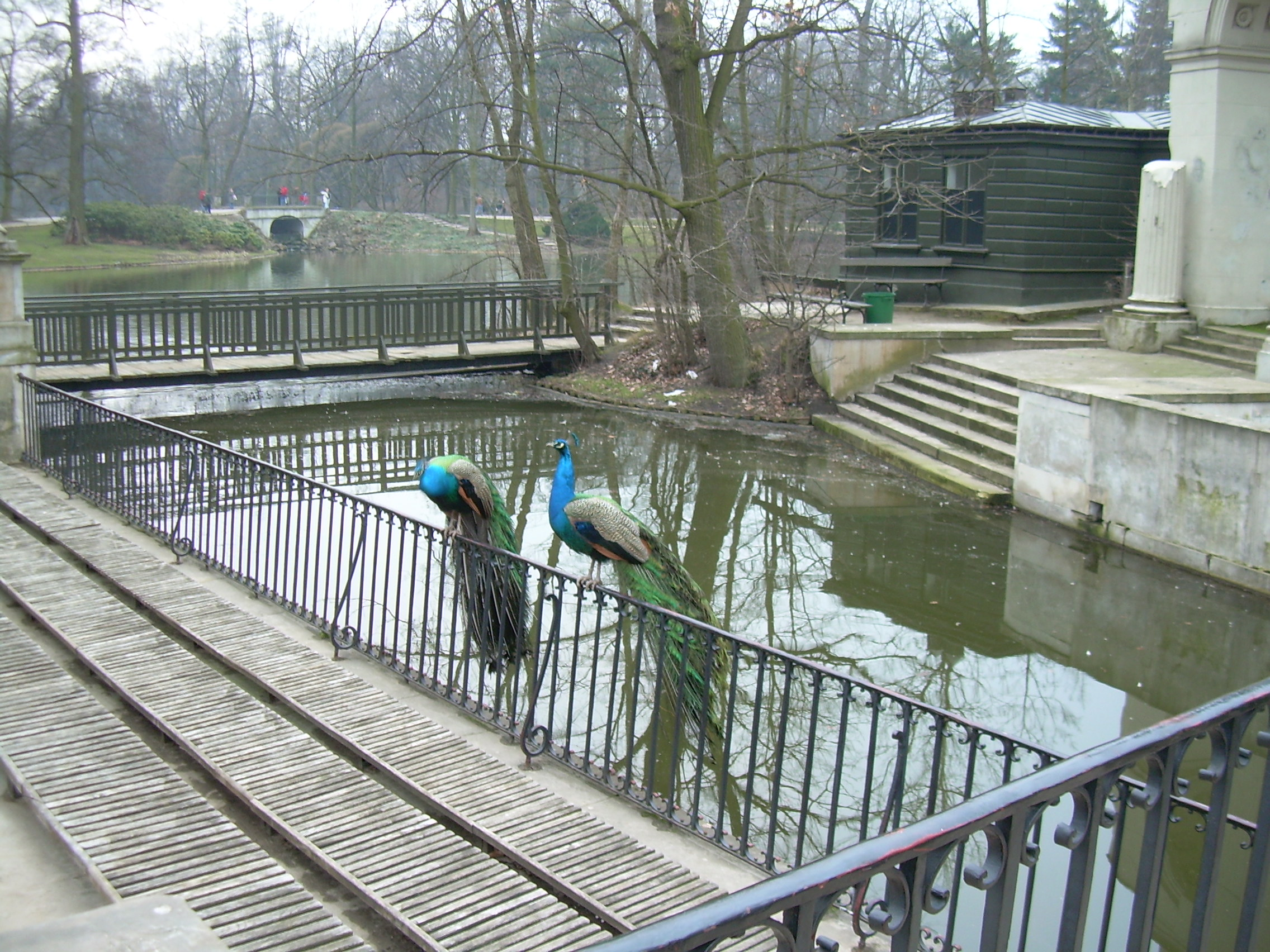
Павлины в Римском театре — одни из немногих животных в парке.
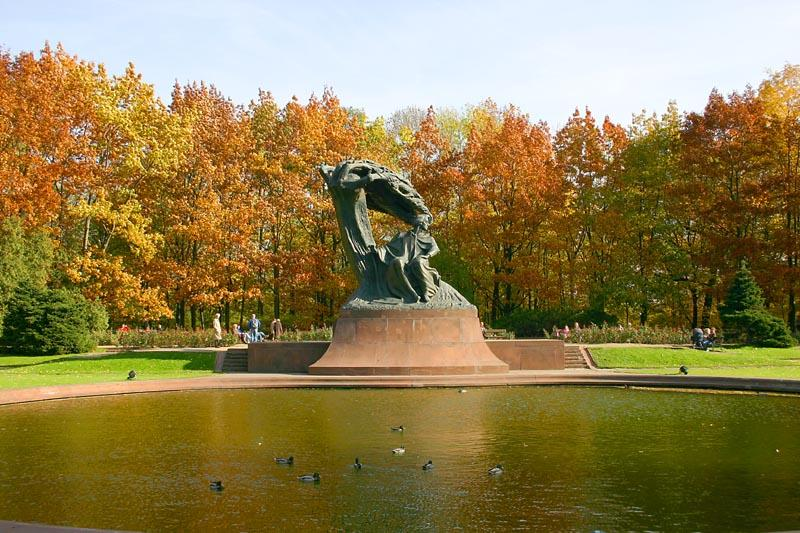
Памятник Шопену.